# Cotton made in Africa

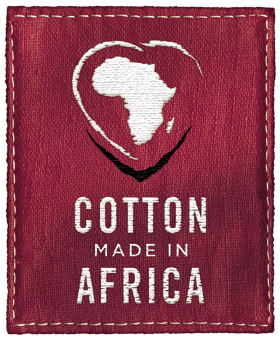
Logo

Cotton made in Africa (kurz: CmiA oder CMIA) ist ein freiwilliger Nachhaltigkeitsstandard für afrikanische Baumwolle, der von der Hamburger Aid by Trade Foundation getragen wird. Mit dem 2006 als Public-Private-Partnership gestarteten Textilsiegel soll nachhaltiger, kleinbäuerlicher Baumwollanbau in Subsahara-Afrika gefördert werden. Die Corporate-Social-Responsibility-Initiative finanziert Förderprojekte, die den Menschen in Afrika helfen sollen, sich aus eigener Kraft aus der Armut zu befreien. Gleichzeitig fordert sie von den Produzenten, sich an bestimmte Regeln zu halten und auf Nachhaltigkeit zu achten. CmiA-Baumwolle wird zu Marktpreisen abgenommen und stammt, außer beim grünen CmiA-Biosiegel, nicht aus ökologischer Landwirtschaft. CmiA finanziert sich mehrheitlich durch westliche Textilhandelsunternehmen, die die CmiA-Baumwolle gegen eine Lizenzgebühr pro Volumen abnehmen.

## Geschichte

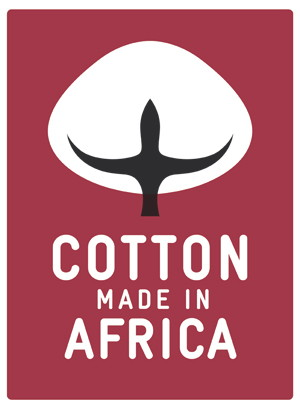
Ehemaliges Logo

CmiA entstand 2006 als Gemeinschaftsinitiative vom deutschen Bundesministerium für wirtschaftliche Zusammenarbeit und Entwicklung (BMZ), der Otto Group, Tom Tailor, WWF Deutschland, der Welthungerhilfe und der Foundation for Sustainable Agriculture and Forestry (‚Stiftung für nachhaltige Land- und Forstwirtschaft‘). Die 2005 vom Hamburger Unternehmer und Aufsichtsratsvorsitzenden der Otto Group, Michael Otto, gegründete Stiftung nannte sich 2007 in Aid by Trade Foundation (‚Stiftung Hilfe durch Handel‘, kurz AbTF) um. Projektträger waren neben dem BMZ auch die Deutsche Investitions- und Entwicklungsgesellschaft (DEG) und die Gesellschaft für Technische Zusammenarbeit (GTZ, heute GIZ), die AbTF steuerte das Projekt.
Das erste Projektland war Benin, gefolgt von Burkina Faso und Sambia. 2007 wurden die ersten 400.000 Textilien mit dem CmiA-Siegel verkauft. Ende 2008 kündigte die Bill-und-Melinda-Gates-Stiftung an, das Projekt zu unterstützen.
Von 2009 bis 2016 wurde CMIA, unterstützt von der Gates-Stiftung und dem BMZ, im Rahmen der Competitive African Cotton Initiative (COMPACI) in acht Ländern Afrikas unter der Teilnahme von 680.000 Kleinbäuerinnen und Kleinbauern gestartet. Teil der Initiative waren auch die DEG, die AbTF, Walmart und die Gatsby-Stiftung von David Sainsbury. Insgesamt investierten öffentliche und private Geber im Zeitraum von 2005 bis 2017 so 57 Mio. Euro in die Entwicklung und Implementierung der Marke CmiA. Seit 2017 finanziert sich CMIA weitgehend aus eigenen Einnahmen und privaten Spenden.
Anfang 2022 verkündeten die Aid by Trade Foundation und die Better Cotton, die seit 2012 bestehende gegenseitige Anerkennung der Standards bis zum Ende des Jahres 2024 auslaufen zu lassen. Ende 2022 wurde CmiA-Baumwolle in den Programmen Grüner Knopf 2.0 und Cradle to Cradle Certified (in der rückverfolgbaren Variante Hard Identity Preserved) als Rohstoffquelle anerkannt.

## Zielsetzung
Die Stiftung möchte die Lebensbedingungen von Baumwollkleinbauern in Subsahara-Afrika zu verbessern, indem sie sie Produzenten schult, nachhaltiger zu wirtschaften, und ihre Produkte für den westlichen Massenmarkt erschließt. So soll eine Markenbekanntheit und eine Nachfrage für afrikanische Baumwolle geschafften werden. Die kleinbäuerlichen Betriebe sollen an der gestiegenen Wertschöpfung beteiligt werden. Anders als beim fairen Handel wird den Produzenten der Baumwolle kein fester Mindestpreis, sondern ein Marktpreis bezahlt. Das Programm finanziert sich überwiegend durch Lizenzgebühren, die der Textilhandel zahlt. Damit organisiert die Stiftung unter anderem landwirtschaftliche und betriebswirtschaftliche Schulungen, in denen die Kleinbauern unter anderem effiziente und umweltschonende Anbaumethoden nach den CmiA-Verifizierungskriterien erlernen können, um Ernteerträge und damit das verfügbare Einkommen zu verbessern. Die Menschen in Subsahara-Afrika sollen sich durch diese Qualifizierung aus der Armut befreien. Gemeinsam mit Unternehmenspartnern, Baumwollgesellschaften und der öffentlichen Hand investiert die Stiftung auch in Projekte, die zum Beispiel die schulische Infrastruktur in den Projektregionen verbessern oder Fraueninitiativen unterstützen.

## CmiA-Standard

### Anforderungen
Der CmiA-Standard gilt für den Anbau und die Entkörnung von Baumwolle in Subsahara-Afrika. Er definiert zwei Anforderungsstufen:
- Ausschlusskriterien entscheiden darüber, ob Betriebe überhaupt an der Initiative teilnehmen können. Zu diesen Mindestanforderungen gehören etwa der Ausschluss von Sklaverei, Menschenhandel, ausbeuterischer Kinderarbeit (nach ILO-Konventionen 138 und 182) oder die Abholzung von Primärwäldern. Weiterhin sind besonders gefährliche Pestizide und genverändertes Saatgut verboten. Auch können nur Baumwollgesellschaften teilnehmen, die ihre Waren mindestens zu 95 % von Vertragsbauern und Vertragsbäuerinnen beziehen, deren Anbaufläche kleiner als 20 Hektar ist.

- Darüber hinaus müssen CmiA-Kleinbauern und Baumwollgesellschaften eine Reihe Nachhaltigkeitsindikatoren wie Maßnahmen zum Erhalt der Bodenfruchtbarkeit, Fruchtwechsel oder Pflanzenschutzmethoden nach dem Schadschwellenprinzip beachten. Diese Kriterien müssen nicht alle von Anfang an zu 100 % erfüllt werden, aber Kleinbauern und Produzenten müssen Pläne zu Verbesserungen erarbeiten und nachweisen, dass sie diese Richtlinien zunehmend besser erfüllen.

Die Standards werden alle zwei Jahre durch unabhängige Organisationen (2019: AfriCert und EcoCert) überprüft, je abwechselnd bei den Baumwollgesellschaften und den Entkörnungsbetrieben. Zu Beginn der Zusammenarbeit müssen die Unternehmen eine Selbstauskunft über die Befolgung der CmiA-Kriterien abgeben. Zusätzlich führen die externen Fachleute Kontrollbesuche durch.
Seit 2014 gibt es auch das Bio-Siegel CmiA-Organic Standard, der die Anforderungen aus dem CmiA-Programm mit denen von GOTS und der EU-Öko-Verordnung kombiniert.

### Mengen
CmiA-zertizifierte Baumwolle hatte 2022/23 einen Anteil von etwa 2,1 % an der weltweit gehandelten Produktion, weniger als ein Prozent davon erfüllte den CmiA-Bio-Standard. Ein Großteil (85 %) der CmiA-Baumwolle erfüllte gleichzeitig die Anforderungen von Better Cotton. Etwa 30 % der afrikanischen Baumwollproduktion waren CmiA-zertifiziert. In dieser Saison wurden 508.145 Tonnen CmiA-Baumwolle erzeugt, wegen der Klimawandelfolgen und Schädlingsbefällen in Westafrika war die Produktion damit etwa 200.000 Tonnen zurückgegangen.

### Auszeichnungen auf dem Endprodukt
Als Textilsiegel wird CmiA in zwei Formen vergeben:
- Cotton made in Africa inside: das Endprodukt enthält nur CmiA-Baumwolle und ist entlang der Produktions- und Lieferkette rückverfolgbar.
- Supporting the Cotton made in Africa Initiative: Beim Spinnen wird die Baumwolle gemischt. Die Spinnereien kaufen die gleiche Menge zertifizierter Baumwolle, die sie als CmiA-Garn weiterverkaufen. Die tatsächliche Herkunft im Endprodukt ist unklar.

## Struktur
Die Multi-Akteurs-Initiative CmiA wird von der Aid by Trade Foundation (AbTF) und der ATAKORA Fördergesellschaft GmbH getragen, wobei letztere für die Stiftung die Markenrechte vertreibt. Beide haben ihren Sitz in Hamburg. Die AbTF wird von einem Kuratorium beaufsichtigt. Zusätzlich gibt es noch einen Beirat, der mit unterschiedlichen Interessenvertreterinnen und -vertretern, etwa von Nichtregierungsorganisationen, besetzt ist. Die AbTF und CmiA sind Mitglieder im Bündnis für nachhaltige Textilien.
CmiA arbeitet nach einem Lizenzgebührenmodell, bei dem alle Textilunternehmen für die CmiA-verifizierte Baumwolle Lizenzgebühren an die Initiative bezahlen. Das Geld reinvestiert die Initiative in den Anbauregionen in Afrika und in Schulungen von Farmern im nachhaltigen Anbau der Baumwolle. Aus der Vermarktung der Standards von Cotton made in Africa wurden 2022 Lizenzeinnahmen in Höhe von 4,5 Mio. Euro generiert.

## Resultate

### Auswirkungen des Standards
Nach einer Studie im Auftrag der DEG war bis 2010/11 das Einkommen der CmiA-Teilnehmenden in Benin im Vergleich zu anderen Betrieben um fast 40 % gestiegen.
Eine unabhängige Untersuchung in den beninischen Kommunen Kandi und Pehunko kam hingegen 2014 zu dem Schluss, dass der CmiA-Baumwollanbau nicht nachhaltig sei, da die Erträge pro Hektar durch ungenügende Düngung und ineffiziente Schädlingsbekämpfung sänken. Gleichzeitig erzielten die Kleinbäuerinnen und Kleinbauern im Vergleich zur ökologischen Landwirtschaft keine höheren Preise, müssten aber teure Chemikalien kaufen.
Eine von der AbTF beauftragte Evaluierung des Engagements in Sambia und der Elfenbeinküste ergab 2021, dass der Erfolg des Programms stark von den Rahmenbedingungen in den jeweiligen Ländern abhing. In der Elfenbeinküste habe sich der Ertrag und das Einkommen der Kleinbäuerinnen und Kleinbauern zwischen 2015 und 2020 leicht verbessert, was auch auf den stabilen, staatlich festgelegten Baumwollpreis zurückzuführen sei. Das gestiegene Einkommen der Teilnehmenden führe in manchen Bereichen auch zu einer Verbesserung ihrer sozialen Umstände. In Sambia gingen die Baumwollerträge seit 2015 allerdings zurück, teilweise hätte sich die Situation der am Programm teilnehmenden Menschen verschlechtert. Die Studie führte auch dies auf externe Faktoren wie Preisentwicklungen und klimatische Bedingungen zurück. Das CmiA-Programm habe der Verschlechterung der Situation der Teilnehmenden aber wohl in gewissem Maß entgegengewirkt. Zudem würden die Schulungen die bäuerlichen Dorfgemeinschaften in den Anbaugebieten für Themen wie Gleichstellung der Geschlechter, Kinderrechte sowie Umwelt- und Gesundheitsschutz sensibilisieren.

### Eigenschaften der CmiA-Baumwolle
Eine von CmiA beauftragten Lebenszyklusanalyse aus dem Jahr 2014 bescheinigte CmiA-zertifizierter Baumwolle in manchen Bereichen einen geringeren ökologischen Fußabdruck als konventionell erzeugter Baumwolle. CmiA-Baumwolle produziere im Vergleich zum weltweiten Durchschnitt weniger Treibhausgase. Das liege vor allem an der geringen Mechanisierung beim Anbau und dem selteneren Einsatz industriell hergestellter Düngemittel und Pestizide. Auch werde zur Bewässerung nur Regenwasser statt Grundwasser genutzt. Eine Wiederholung der Studie mit einer etwas breiteren Datenbasis bestätigte 2021 das Ergebnis, auch wenn im direkten Vergleich zu der vorherigen Studie leicht höhere Treibhausgasemissionen festgestellt wurden. Da die Projektregionen von CmiA humider als die meisten Baumwollanbauregionen seien, betrüge der Wasserverbrauch der CmiA-Baumwolle zwar nur einen Bruchteil des weltweiten Durchschnitts, durch Auslaugung der Böden und andere Faktoren trage der CmiA-Anbau allerdings beispielsweise auch stärker zur Eutrophierung bei.
Für Spinnereibetriebe ist CmiA-Baumwolle attraktiv, da sie eine gute Qualität hat (beispielsweise wenige Verunreinigungen, lange Stapel), aber ohne Aufpreis eingekauft werden kann.

## Bewertung und Kritik
Eine Untersuchung, die Baumwoll-Gütesiegel mit den Forderungen an ökologisch nachhaltigen Anbau verschiedener NGOs verglich, stellte 2019 fest, dass CmiA beim Pestizid- und Düngereinsatz alle Punkte nur indirekt oder nicht verbindlich adressiere. Darin fiele es hinter Better Cotton und Fairtrade, vor allem aber hinter dem EU-Bio-Siegel zurück. Bei Multi-Stakeholder-Initiativen wie CmiA würden die Wettbewerbsfähigkeit im Zweifel den Anliegen der NGOs untergeordnet. Außerdem seien die Nichtregierungsorganisationen bei Themen wie alternativer Schädlingsbekämpfung oder Düngereinsatz selbst nicht besonders aufmerksam. Die Studie kam zu dem Schluss, dass das Engagement von NGOs in Programmen wie CmiA sogar als Greenwashing verstanden werden könne, weil es das Ansehen anderer, besserer Nachhaltigkeitsstandards schwäche. Eine Studie des WWF aus dem Jahr 2022 verglich die Nachhaltigkeitskriterien von sechs internationalen Baumwoll-Standards. Danach hatte CmiA im Vergleich mit den anderen Standards die umfassendste Abdeckung der Benchmarking-Kriterien (etwa Boden, Kinderarbeit und Arbeitssicherheit).
Unter den Corporate-Social-Responsibility-Projekten wird CmiA als gutes Beispiel gesehen, das innerhalb einer marktorientierten Umgebung die Lebensbedingungen in Subsahara-Afrika verbessere. CmiA könne als unabhängiger Vermittler zwischen internationalen Handelsunternehmen und den kleinbäuerlichen Betrieben dienen und nachhaltige Entwicklung fördern.
Nach einer 2019 veröffentlichten Recherche von Solidar Suisse kauften die Handelsunternehmen Louis Dreyfus und Paul Reinhart in Burkina Faso Baumwolle, bei deren Erzeugung schwere Kinderarbeit eingesetzt wird, obwohl sie laut den Unternehmen CmiA-zertifiziert war. Solidar Suisse bemängelte in diesem Zusammenhang die Kontrollen von CmiA.